# Protaetia bogdanovi
Protaetia bogdanovi är en skalbaggsart som beskrevs av Semyon Martynovich Solsky 1875. Protaetia bogdanovi ingår i släktet Protaetia och familjen Cetoniidae. Inga underarter finns listade i Catalogue of Life.